# Stor-Rångtjärnen (Alsens socken, Jämtland)
Stor-Rångtjärnen är en sjö i Krokoms kommun i Jämtland och ingår i Indalsälvens huvudavrinningsområde. Sjön har en area på 0,129 kvadratkilometer och ligger 497,3 meter över havet.

## Delavrinningsområde
Stor-Rångtjärnen ingår i det delavrinningsområde (704233-138891) som SMHI kallar för Ovan 704338-138799. Medelhöjden är 514 meter över havet och ytan är 3,25 kvadratkilometer. Det finns inga avrinningsområden uppströms utan avrinningsområdet är högsta punkten. Vattendraget som avvattnar avrinningsområdet har biflödesordning 4, vilket innebär att vattnet flödar genom totalt 4 vattendrag innan det når havet efter 325 kilometer. Avrinningsområdet består mestadels av skog (69 procent) och sankmarker (17 procent). Avrinningsområdet har 0,16 kvadratkilometer vattenytor vilket ger det en sjöprocent på 4,9 procent.